# Papež Inocenc XII.
Papež Inocenc XII. (rojen kot Antonio Pignatelli del Rastrello), italijanski rimskokatoliški duhovnik, škof in kardinal, * 13. marec 1615, Spinazzola (Neapeljsko kraljestvo), † 27. september 1700 Rim (Papeška država).
Papež je bil med letoma 1691 in 1700 (9 let, 2 meseca in 15 dni).

## Življenjepis

### Mladost in vzgoja
Antonio Pignatelli se je rodil 13. marca 1615 v Spinazzoli (sedaj Apulija), na posestvu njegovih staršev v eni od najplemenitejših družin v Neapeljskem kraljestvu, ki je dala kraljestvu več podkraljev in ministrov. Bil je četrti od petih odrok, ki sta jih rodila oče Francesco Pignatelli – marchese di Cerchiara e Spinazzola in mati Porzia Carafa; njen oče je bil Fabrizio, vojvoda D’Andria. To hrani cerkveni arhiv pri San Giovanni Battista di Regina di Lattarico na Kalabriji, kjer hranijo krstne matice od 1531. V tej cerkvi je bil tudi krščen.
Njegovi bratje in sestre so bili: Marzio, Ludovico, Fabrizio in Paola Maria.
Papež je bil sicer rojen v italijanski deželi Bazilikati – medtem ko danes njegov rojstni kraj Spinazzola – z okoli 5500 prebivalci – spada v deželo Apulijo. Pod Bazilikato je spadal kraj do 4. junija 1811, ko ga je Napoleonov admiral Murat, ki je preuredil apeninske pokrajine, odtrgal od okrožja Matera in ga priključil Bariju.
Družinsko deblo Spinazzola iz starodavne hiše Pignatelli izvira iz leta 1576; Don Marzio I. je bil baron v Spinazzoli, šestorojeni sin Don Fabricija, prvega markiza v Cerchiari, gospoda v Noji, podkralja dežele in kneževine Citra in Bazilikata.
Matična cerkev svetega Apostola Petra v Spinazzoli nam sporoča datum in mesto rojstva Antona Pignatellija: »Dne 13. marca 1615, na gradu Spinazzola, se je rodil petorojenec družine Francesca Pignatellija«. Svoj rojstni kraj je kot papež v pogovorih večkrat omenjal. Kot njegovi predniki je tudi on že kot mladenič postal malteški vitez in se navdušil za dobrodelno dejavnost med najpotrebnejšimi, po kateri se je odlikoval skozi poznejše življenje in tudi kot papež.
Vzgajal se je v jezuitskem rimskem zavodu Collegio Romano, kjer je – verjetno 1643 – prejel mašniško posvečenje ter dosegel doktorat iz civilnega in cerkvenega prava.

### Cerkvene službe
- Poročevalec (referendarij) pri Apostolski signaturi (Supremo tribunale della Segnatura apostolica)
- avgust 1643–januar 1644: tajnik (vice legato) pri Poslaništvu v Urbinu
- 1645–1646: upravnik Perugie (po drugih virih v Fanu
- 1646–februar 1649: izslednik na otoku Malti (imenoval ga je Inocenc X.)
- 11. april 1650–1652: upravnik Viterba
- 14. oktober 1652–4 maj 1671: naslovni škof Larise (Grčija)
- 29. oktober 1652–21. maj 1660: apostolski nuncij v Nadvojvodini Toskani
- 21. maj 1660: nuncij nuncij na Poljskem (Poljsko-litavska zveza); imenoval ga je Aleksander VIII.
- 9. marec 1668: nuncij v Avstriji na Dunaju; imenoval ga je Klemen IX.
- 4. maj 1671–12. januar 1672: škof v Leccah, imenoval ga je Klemen X..
- 1673 ga je isti Klemen X. poklical v Rim, kjer je postal tajnik Združbe za škofe
- 29. maj 1675: maestro di camera del papa, kar je potrdil tudi njegov naslednik Inocenc XI..
- 1. september 1681: postane kardinal-duhovnik; 22. septembra dobi naslov pri San Pancrazio fuori le mura.
- 12. januar 1682–30. september 1686: škof v Faenzi;
- 2. oktober 1684–8. november 1687: apostolski odposlanec v Bologni;[10][10]
- 30. september 1686–12. julij 1691: nadškof Neaplja
- 12. julij 1691: izvoljen za rimskega papeža, a 15. julija istega leta je bil umeščen in kronan.[11]

## Papež

### Konklave1691
Antonio Pignatelli je bil izvoljen za papeža 12. julija 1691 v Apostolski palači; ustoličil in kronal ga je 15. julija 1691 kardinal Sacchetti . Lateransko baziliko je sprejel v posest 13. aprila 1692.
S pričetkom 12. februarja je bil ta konklave najdaljši v zadnjih 300 letih; daljši je bil le tisti triletni, ko so kardinali med 1314–1316 izvolili Janeza XXII..
Pri volitvah je sodelovalo 65 kardinalov, ki so sestavljali – kot po navadi – tri različne skupine: frankoljubi, španoljubi in goreči (=zelanti), ki jih je vodil kardinal Negroni, ki je odločno prispeval k neuspehu kardinala Dolfina zaradi nevoščljivosti španskega tabora. Favorita sta ostala Barbarigo in Pignatelli. Barbarigu so nasprotovali frankoljubi; izvolitev je bila neuspešna vse do julija, ko so se glede Pignatellija končno sporazumeli francoski ter svetorimski kardinali. Novi papež, ki je imel že 76 let, si je privzel ime Inocenc XIl. v čast Inocencu XI., ki ga je odel s škrlatom.

### Delovanje

#### Nastop zopernepotizem
Takoj po izvolitvi 12. julija 1691 je Inocenc XII. izrazil svoje nasprotovanje nepotizmu, ki je prizadejal vladavino prejšnjih papežev in izpraznil papeško blagajno. Že naslednje leto - 22. junija 1692 - je izdal bulo Romanum decet Pontificem; prepovedal je podaritev posestev in nadarbin Papeške države sorodnikom. Prepovedal je tudi prodajanje cerkvenih služb. Če je kdo od sorodnikov reven, veljajo zanj ista pravila kot za druge reveže. Za kardinala sme papež imenovati le enega sorodnika, razen če bi izjemoma bilo drugače primerno; le-ta mora biti zadovoljen z zmernimi dohodki kot drugi. Kardinali so odslej morali priseči, da se bodo tega držali, če bo kdo od njih postal papež.
Ta bula, ki jo je sestavil Giovanni Albani – poznejši Klemen XI., je njegovo najpomembnejše dejanje, ki hoče spodrezati korenine tako ukoreninjenega nepotizma. Ta poteza je sicer naletela na hudo nasprotovanje – vendar je papeža krepko podprlo 39 kardinalov – in so to evangeljsko potezo tudi protestanti zelo ugodno ocenili.
“Tako kot rak, ki se vedno znova prebuja”, (Schwaiger) se je tudi nepotizem plazil skozi papeško zgodovino srednjega veka vse do nove dobe. Kljub izrečni prepovedi Inocenca XII. iz leta 1692 se je obdržal v drugih oblikah vse do najnovejše preteklosti (Pij XII.)
Hkrati je skušal odpraviti simonijo, ki je vladala v Apostolski zbornici. Uvedel je preprostejši in bolj ekonomičen način življenja. Papež je na očitke dejal, da so “vsi ubogi njegovi nečaki”; in res: kolikor so bili prejšnji papeži velikodušni do svojih sorodnikov, toliko je bil on velikodušen do vseh revežev in potrebnih.
Poln obnoviteljske vneme je izdal odloke proti prosjačenju, razsipništvu in srečolovom; sodnikom je prepovedal sprejemanje daril od snubcev; zgradil je nova sodišča; prepovedal prodajo služb in ohranil finančno ravnovesje z zmanjšanjem stroškov, kar si je tako rekoč od ust pritrgal; skoraj prevratniški korak, ki je zadel nepotizem v korenini, je bila bula iz 1694. Tam je odredil, da odslej noben papež ne sme podeliti posesti, uradov ali prihodkov nobenemu sorodniku.

#### Skrb za potrebne
Inocenc XII. je veliko naredil za revne in potlačene; razvijal je dobrodelne ustanove za revne otroke in Lateran, ki ga papeži niso več uporabljali za papeški sedež, odprl kot zatočišče za brezposelne. Njegova velikodušnost do revnih, ki je bila tako očitna pred njegovo izvolitvijo za pontifika, se je pokazala tudi zdaj v njegovi uporabi papeževe zakladnice za oskrbo žrtev kuge, potresa in poplav Tibere leta 1695. Inocenc je bil pri ljudstvu priljubljen kot pravi oče. Po drugi strani pa je on sam reveže označeval kot svoje prave nečake.
Inocenc je v državno upravo uvedel različne reforme, vključno z Forum Innocentianum – namenjene za izboljšano delitev pravice. Ker je na papeški dvor uvedel strogo varčnost in je tudi sam skromno živel, je kmalu uredil zavoženo finančno stanje, ki ga je nasledil.

### Politična usmerjenost

#### Naklonjenost Franciji
Papeži, ki so sledili Inocencu XI., so polagoma popuščali glede napetosti v zvezi s protifrancosko usmerjenostjo. Aleksander VIII. si ni upal - boječ se hudih posledic - galikanskih členov javno obsoditi; tako so ostali v praksi vse do francoske revolucije 1789. Inocenc XII. se je sporazumel z Ludvikom XIV., ki se je odpovedal izvrševanju galikanskih regalij. Prav ta vladarski absolutizem je napravil Francijo čisto katoliško; Nemčija pa je katoličanstvu postajala vedno bolj naklonjena. Katoliška obnova oziroma protireformacija je bila na prelomu stoletja torej končana: 1700 se je večina odločilnih vojvod vrnila v katoliško vero; od devetih izbornih knezov (med njimi trije nadškofje) – sta samo dva ostala v protestantizmu.
Leta 1693 je dosegel, da so francoski škofje umaknili štiri predloge, ki se nanašajo na takoimenovane “Galikanske svoboščine”, ki jih je oblikovala skupščina leta 1682 in so omejevale papeško poseganje v francoske cerkvene zadeve. Na ta način je omogočil zasedbo škofij. Doslej je namreč kralj imenoval škofe brez papeževega odobrenja, ki pa niso mogli prejeti posvečenja in je tako ostalo veliko škofij nezasedenih.
Kralj je popustil toliko, da omenjenih ”svoboščin” ni bilo treba udejanjati ali nanje prisegati; papež pa toliko, da je ne glede na njihov prejšnji odnos do teh členov omogočil posvetitev škofom različnih stališč glede tega vprašanja in tako je kmalu prišlo do urejene in sporazumne zasedbo vseh škofij. Tako je po dvanajstih let neurejenosti bila francoska hierarhija zopet v polni sestavi. Pripomnimo sicer lahko, da se dogovorjenega v celoti nista držala niti kralj niti papež.

#### Uravnoteženost
Na splošno se je Inocenc pokazal uravnoteženega in odmerjenega v zunanji politiki. Tako ni ugovarjal, ko je protestant Ernest Avgust postal deveti svetorimski izborni knez. Dosegel je zmagoslavje v Ryswiškem miru, ki je zavaroval katoliške pravice. Veselil se je spreobrnjenja poljskega kralja Avgusta Močnega. Prizadelo pa ga je preganjane katoličanov na Irskem ter jim je po svojih močeh pomagal.

#### Špansko nasledstvo
Že dolga leta je evropske vladarske hiše zanimalo vprašanje španskega nasledstva. Ker je bil duhovno in telesno šibki španski kralj Karel II. brez otrok, sta polagala tako avstrijski kot francoski dvor, ki sta bila oba vladarja poročena z njegovima sestrama, pravico do nasledstva; prvi za svojega drugega sina nadvojvoda Karla, drugi za svojega vnuka Filipa. Papež je predlagal volilnega bavarskega princa Jožefa Ferdinanda; ko pa je on nenadoma 1699 umrl, je španski kralj na papežev nasvet malo pred svojo smrtjo 1. novembra 1700 oporočno določil za dediča velikanskih posesti v Evropi in Novem svetu francoskega kandidata Filipa Anžujca.
Pontifikat Inocenca XII. se je močno razlikoval od predhodnikov prav zaradi naklonjenosti Franciji namesto dozdajšnje Avstriji; po dvajsetih letih je kardinalski zbor prvič izvolil za papeža francoskega kandidata. Francoski kralj Ludvik XIV. je lahko računal, da se mu bo popuščanje do papeža bogato obrestovalo, ko bo šlo za najbogatejšo dediščino - Špansko velekraljestvo; - in tako se je tudi zgodilo.
Proti koncu pontifikata so se njegovi odnosi s cesarjem Leopoldom II. nekoliko zaostrili, zlasti zaradi nerodnega postopanja cesarskega veleposlanika Martinitza v Rimu, ki je še vedno vztrajal pri "pravici do azila", ki pa jo je že njegov predhodnik Inocenc XI. odpravil. Zaradi neotesanosti omenjenega Martinica je – po zaporedni nenadni smrti prejšnjšnjih kandidatov – Inocenc XII. svetoval na izrečno prošnjo španskemu kralju Karlu II. naj za oporočnega naslednika postavi Francoza, vojvoda Anžuvinskega, ki je ob kronanju v Madridu dobil ime Filip V. Temu je sledila "vojna za špansko nasledstvo".
Da temu ni bilo tako, in da je papež Inocenc XII. ter tudi španski kralj vse do kraja življenja ostal naklonjen Habsburgovcem, menijo nekateri tudi danes. Za to ponujajo zanimive dokaze, kot to beremo v nedavno objavljeni knjigi - zgodovinskem romanu Secretum.
Kljub hudemu vznemirjenju na evropskih dvorih pa je papež upal, da do vojne ne bo prišlo; pa se je začela že leto dni po njegovi smrti.

## Dela
- »Documenta Catholica Omnia« (v latinščini). Cooperatorum Veritatis Societas. Pridobljeno 6. decembra 2011.

### Cerkvene zadeve
- Duhovnikom je naložil nošenje talarja in opravljanje vsakodnevnih nabožnih vaj.
- Leta 1694 je ustanovil Kongregacijo za disciplino in reformo cerkvenih redov z namenom obnove Cerkve v smislu večje duhovnosti.[29]

### Nravne odločitve
- 6. februarja 1694 je s posebnim odlokom (brevom) zavrnil učenje janzenizma. To je pozneje – ker so janzenisti to razlagali sebi v prid – okrepil s sklicevanjem na svojega predhodnika.[30]
- 13. septembra 1694 je izdal Odlok o odpadnikih in ubežnikih.
- Tako kot Inocenc XI. je tudi Inocenc XII. podpiral Santalla (1624–1705) – vrhovnega jezuitskega generala – v njegovih prizadevanjih zoper probabilizem.[31]
- Papež se je dolgo obotavljal, da bi posegel v verski spor med škofom Bossuetom in nadškofom Fénelonom. Z odlokom Cum alias z dne 12. marca 1699 pa je vendarle obsodil 23 pol-kvietističnih stavkov, ki jih vsebujejo Fenelonovi spisi.[32]

To je storil papež na "željo" (pravzaprav hud pritisk) s strani francoskega dvora; tako je presodil v prid škofa Bossueta glede na Explication des Maximes des Saints sur la Vie Intérieure.
Ta obsodba je hudo prizadela slavnega prelata, pesnika, odličnega govornika in pisatelja, ki pa se je papeževi presoji takoj ponižno podvrgel. Listino je dobil tik pred pridigo in je obsodbo sam javno prebral s prižnice v cerkvi zbranim vernikom, čeprav se to od njega ni zahtevalo. Pri tej pridigi je govoril o zvestobi in pokoršččini papežu, za kar je dal sam najlepši zgled.
Za nasilje in ponižanje, ki ga je moral pretrpeti v tej zadevi – se je plemeniti papež oddolžil z naslednjimi iznajdljivimi besedami, naslovljenimi na Bossuetovega nečaka:
| Latinski izvirnik                                                | Francoski prevod                                                             | Slovenski prevod |
| ---------------------------------------------------------------- | ---------------------------------------------------------------------------- | --- |
| Peccavit ille, excessu amoris divini; vos defectu amoris proximi | Il a péché par excès d’amour de Dieu, et vous par défaut d’amour du prochain | Grešil je oni, toda zaradi preobilja ljubezni do Boga; vi pa (ste grešili) zaradi pomanjkanja ljubezni do bližnjega. |

### Imenovanja
- V šestih konsistorijih je imenoval 27 kardinalov, medtem ko so “in pectore” – in nikoli objavljena - ostala štiri imena.

1. 12. decembra 1695 – javno 12, in pectore 2;[33]
2. 22. julija 1697 – javno 5, in pectore 1;[34]
3. 11. novembra 1697 - 1 kardinal javno, ki ga je imel pri prvem imenovanju v srcu, a to je bil Baldassare Cenci (Starejši);[35]
4. 19. decembra 1698 – javno imenoval 2 kardinala;[36]
5. 14. november 1699 – javno imenoval 6 kardinalov, 3 in pectore, od katerih dveh ni nikoli objavil;[37]
6. 24. november 1699 objavil ime enega kardinala iz prejšnjega konsistorija, ki ga je držal in pectore – a to je bil Sperello Sperelli.[38]

### Posvečenja
- Poblaženil (prištel k blaženim, beatificiral) je več oseb:[39]

1. Blaženi Avguštin Kažotič; znan tudi kot Augustin Kažotić, Augustine Kazotic Augustine of Lucera, Agostino Casotti, itd.; god: 3. avgusta.[40][41]
2. Blaženi Benvenut Gubijski; znan tudi kot Benvenutus de Gubbio, Benvenuto; god: 27. junij (frančiškani), 30. oktober (v nekaterih koledarjih).[42][43]
3. Blažena Delfina; znana tudi kot Delphina, Delphine, Delfina; god: 27. september.[44] Goduje tudi 27. novembra.[45][46][47]
4. Blažena Helena Enselmini; znana tudi kot Elena Enselmini; god: 4. november.[48] Goduje tudi 8. decembra.[49]
5. Blažena Humilijana Cerchi; znana tudi kot Umiliana de’ Cerchi; god: 19. maj.[50][51]
6. Blažena Ivana Portugalska; znana tudi kot Joan, Joana Johanna; god: 12. maj.[52][53]
7. Blažena Marija Cerevelonska; znana tudi kot Maria di Cervellon, Maria dell’Aiuto, Maria de Socos, Maria of Help; god: 19. september.[54]
8. Blažena Hozana Mantovska; znana tudi kot Hosanna Andreasi, Hosanna Andreassi, Hosanna of Mantua, Osanna Andreassi, Osanna of Mantua, Osanna di Mantova; god: 18. junij.[55][56]
9. Blaženi Peter Gambacorta; znan tudi kot Peter of Pisa, Pietro Gambacorta; god: 17. junij.[57] Goduje tudi 31. maja.[58][59]
10. Sveta Angela Folinjska, vdova; znana tudi kot Magistra theologorum (=Učiteljica bogoslovcev; Mistress of Theologians), Angela da Foligno; god: 4. januar; 31. januar (=prikazovanja Naše Gospe sveti Angeli).[60][61][62][63]

Nekateri navajajo manjše število blažencev, npr. Pope History pravi: Poblaženil (prištel k blaženim) je sedem ljudi, med njimi Ivano Portugalsko, zagrebškega škofa Avguština Kažotića in znano zdravnico Hozano Mantovsko.
- Posvečena (kanonizirana, prišteta k svetnikom) je bila ena sama oseba - Cita, ki je bila papežu zelo sorodna po uboštvu, in je postala zavetnica revežev, dekel in hlapcev.[65] Sveta Cita; znana tudi kot Zita, Cita, Sita, Citha, Sitha; god: 27. april.[66][67][68]

## Smrt in spomin

### Sveto leto1700
V spominu so množicam ostale tri osebnosti: prvenstveno papež, nato pa poljska kraljica Marija Kazimira, in toskanski veliki vojvoda Cosimo III. Medičejec, ki so v njemu po svetu videli skoraj svetnika, domača družina pa ga je zaničevala. Z žalostjo je moral opazovati zaradi grešnega življenja žene in otrok propad tiste dinastije, ki so ji njegovi predniki vzdignili ugled v srečnejših okoliščinah.
V tem svetem letu je določena stopnja mistike razsvetljevala torej tudi politične osebnosti, ki so bile navzoče pri poteku tega jubileja. Najodličnejša je bila vsekakor vdova po poljskem kralju in zmagovalcu pri Dunaju 1683 Janu Sobieskem Marija Kazimira Sobjeski.
Odlična osebnost tega svetega leta je bil tudi toskanski nadvojvoda Cosimo III.. Papež ga je sprejel z najvišjimi častmi in vso dobrohotnostjo. Cosimo je podaril papežu sijajno podobo Marijinega Oznanjenja; papež pa mu je podaril sedež, na katerem so odrezali glavo svetemu Štefanu I., papežu in mučencu.
Ne bo sicer držala trditev, da je „kljub letom in slabemu zdravju papež Inocenc XII. slovesno odprl in tekom svetega leta 1700 opravil mnoge uobičajene obiske rimskim bazilikam in s tem spodbujal romarje k pobožnemu ginjenju,” - ker je postarnega papeža hudo zdelovala neozdravljiva bolezen. Res pa je, da “celo njegova smrt 27. septembra 1700 ni zmotila romanj svetega leta, ki je bilo manj posvetno od prejšnjih.” Leto 1700 je z Inocencom XII. odprlo “leto razsvetljenstva” (= “il secolo dei lumi”) in neki angleški protestantovski popotnik je zabeležil: “Stalno je množica po kolenih drsela skozi sveta vrata pri Svetem Petru v taki gneči, da se nikakor nisem mogel pririniti skozi.”
Ko je bil izvoljen za kralja, Jan Sobieski nikakor ni imel lahkega življenja zaradi upornih in izdajalskih velikašev, pa tudi zaradi neubogljivih otrok; tako na svoji smrtni postelji 1696 ni hotel napisati oporoke rekoč črnogledno: „Ko so živi, kralji ukazujejo ne da bi jih kdo ubogal. Kako jih bo kdo ubogali, ko bodo mrtvi?” Res ga ni nihče od njegovih treh sinov: Jakob, Aleksander in Konstantin – nasledil na prestolu. Vdova jih je poklicala za časa jubileja k sebi, in eden od njih, Aleksander, je ostal v Rimu, in sicer kot ponižen kapucinski brat.
Pesnik tega jubileja pa je bil pa Vincenzo da Filicaia (1642–1707), ki so ga po svetu slavili kot novega Pindarja. On je napisal tudi pesem Sobjeskemu v čast, kjer pravi:
| (italijanski izvirnik) | (slovenski prevod) |
| --- | --- |
| Non perché re sei tu, sì grande sei; ma per te cresce e in maggior pregio sale la maestà regale. Per Dio vincesti, e per te vinse Iddio. | Ne zato, ker si kralj, tako velik si; ampak po tebi raste in dobiva na vrednosti kraljevsko veličanstvo. Za Boga si zmagal in s teboj je zmagal Bog. |

Ta skromni pesnik je napisal tudi priložnostno romarsko pesem, ki so jo peli med romanjem. Razdeljena je na več delov, da jo je možno peti ob raznih trenutkih dneva: ob svitu zarje, ob vzhodu sonca – pa vse do njegovega zahoda. Ko se jim odpre pogled na Večno mesto, zapojejo: 
| (italijanski izvirnik) | (slovenski prevod) |
| --- | --- |
| Ecco l'invitta croce, ecco gli augusti colli… O della fe' colonna Roma che pur, qual eri, del mondo ancor sei donna! Al duolo, al pianto, ai preghi speriam che il Ciel si pieghi onde ai toschi soggiorni di merti onusto il pellegrin ritorni. | Tu je nepremagljivi križ, tu so veličastni hribi ... Ah stolpi znamenje vere! Rimska prestolnica - kar si nekdaj bila, svetu si še vedno gospodarica! Upajmo, da bodo žalostim, solzam in molitvam nebesa naklonila obilo usmiljenja; ko se bo tja do toskanskega bivališča vračal romar, poln zasluženja. |

Natančni zgodovinar pa je zabeležil:
| Decimo sesto Anno Santo (italijanski izvirnik) . | Šestnajsto sveto leto (slovenski prevod) |
| --- | --- |
| Decimo sesto Anno Santo Aperto fu quest’ Anno santo nel 1699 da Innocenzo XII, e chiuso nel 1700 da Clemente XI. Approssimandosi la celebrazione del XVI Giubileo ordinario, Innocenzo XII, a’ 18 maggio 1699, avea sottoscritta la bolla Regi sæculorum, che nel portico di s. Pietro colle solite cerimonie, il dì 28 dello stesso mese, giorno dell’ Ascensione, venne pubblicata. Dipoi, a’ 20 dicembre, quarta domenica dell’ Avvento, nuovamente fu letta in latino ed in italiano da’ suddiaconi apostolici, uditori di Rota, innanzi la porta del palazzo Quirinale. Ma il Pontefice per la sua vecchia etá e per le sofferenze non potá nella vigilia di Natale aprire la Porta santa come desiderava: delegò quindi in sua vece per la basilica vaticana il Cardinal Emmanuele Teodosio de la Tour di Buglione, vescovo suburbicario di Porto, come sotto decano del sacro Collegio, essendo ammalato il decano Cibo, nominò i Cardinali per le altre, cioè per s. Paolo, Bandino Panaciatici; per s. Giovanni e s. Maria Maggiore, i rispettivi Cardinali arcipreti Benedetto Pamfilii e Jacopo Antonio Morigia. All’ apertura della Porta santa vaticana fu presente Maria Casimira, regina vedova del gran Giovanni III Sobiescki re di Polonia, la quale si distinse in seguito per la sua divozione in tutto il corso dell’ Anno santo coll’ assistere alle religiose funzioni della basilica di s. Pietro, e particolarmente a quelle della settimana santa, insieme a’ suoi figli i principi Alessandro e Costantino. Innocenzo XII, obbligato a guardare il letto, non poté esercitare co’ pellegrini gli atti di pietà che avrebbe usati. Nel sabbato in Albis Innocenzo XII passò dal Quirinale al Vaticano, ove die’ la benedizione ad immenso popolo; indi, agli undici maggio, visitò la contigua basilica e poscia anche alcune altre. Cosimo III de Medici, granduca di Toscana, giunto in Roma il giorno di Pentecoste, per visitare le sante basiliche, venne accolto dal Pontefice con particolare affetto e stima. Fu creato canonico vaticano soprannumerario, come si ha dal tom. III, pag. 282 del Bollario della basilica vaticana, affinché potesse venerare da vicino le reliquie maggiori in essa conservate, e toccare quelle insigni della Ss. Croce, del Volto santo e della sacra Lancia. Presentato venne inoltre di alcuni regali, tra’ quali di quello della sedia di s. Stefano I Papa, sulla quale, nel 260, nell’ ottava persecuzione della Chiesa, gli era stato troncato il capo. In quell’anno Innocenzo XII approvò il culto del b. Agostino di Dalmazia dell’ Ordine dei predicatori, vescovo pria di Zagabria, poi di Lucera; ma, ritornato al Quirinale, spirò nel Signore. Il male che aggravava il Pontefice nei primi di settembre 1700 in età di ottantacinque anni, e fu sepolto nel Vaticano. Per qualche tempo furono i sacri elettori discordi nel dar ad Innocenzo XII un degno successore. Ma il Cardinal Radolovich raguseo, avendo esposto con libertà ecclesiastica a’ Colleghi il bisogno di decidersi, stante la morte di Carlo II re di Spagna, e per dare anche consolazione alla moltitudine de’ pellegrini che recavansi al Giubileo, a’ 23 novembre del 1700, fu esaltato al Pontificato il Cardinal Gianfrancesco Maria Albani d’ Urbino, malgrado la sua fresca età di cinquanta anno, ed i molti parenti suoi. In memoria della festa di s. Clemente I, Papa e martire, la cui solennità correva in quel giorno, prese egli il nome di Clemente XI. Zelantissimo pel miglior essere della Chiesa, dopo altre provvidenze, rivolse le sue cure al felice progresso dell’ Anno santo. E prima, a motivo dello straripamento del Tevere, sostituì per la visita a s. Paolo, la basilica di S. M. in Trastevere, come già ordinato avea Urbano VIII. Comandò quindi, che sotto il ponte s. Angelo vi fossero sempre alcune barchette, per dar soccorso a qualunque per avventura cadesse nel Tevere. Clemente XI, nel principio di dicembre, visitò le quattro basiliche, accompagnato dai Cardinali Baberini ed Orsini, che poi fu Benedetto XIII, e concesse l’indulgenza a tutti quelli che lo seguirono. Nella terza domenica dell’ Avvento compartì solennemente la Papale benedizione, e poscia la ripeté ogni mercoledì e venerdì alle ore dieciotto. Giunta la quarta domenica dell’Avvento, si pubblicarono due notificazioni, l’una contenente le grazie e le abilitazioni a conseguire le indulgenze del Giubileo con una sola visita al Crocifisso di s. Marcello, pei fratelli, e per le sorelle di detta compagnia, l’altra per quelli che avessero visitato nel giorno di s. Tommaso apostolo, la basilica di s. Giovanni in Laterano dall’uno all’altro vespero. Il popolo erasi cosí affollato a queste chiese, che fu d’uopo ascoltare le confessioni nelle pubbliche strade, e dispensare l’Eucaristia nella basilica lateranense fino dopo le ore ventidue. Nella vigilia del ss. Natale Clemente XI chiuse la Porta santa della patriarcale basilica vaticana colle consuete cerimonie, e colla benedizione Pontificale. Altrettanto fecero i tre Cardinali legati nel chiudere le Porte sante delle altre basiliche. Dipoi Clemente XI, ad imitazione de’ suoi predecessori, a’ 25 febbraio 1701, estese il Giubileo a tutto il mondo cattolico, mediante la costituzione In supremo militantis Ecclesiæ. | To sveto leto je odprl 1699 Inocenc XII., zaprl pa 1700 Klemen XI. Ko se je bližala proslava 16. rednega jubileja, je Inocenc XII. dne 18. maja 1699 podpisal papeško bulo Regi sæculorum, ki jo je objavil v stebrišču Sv. Petra z navadnimi obredi na dan Vnebohoda, 28. istega meseca. Pontifik pa zaradi svojih visokih let in bolečin na Sveti večer ni mogel odpreti svetih vrat kot je želel: pooblastil je torej namesto sebe za vatikansko baziliko kardinala Emmanuela Bouillona (1643–1715), podmestnega škofa Porta, kot poddekana kardinalskega zbora, ker je bil dekan zbora, Cibo, bolan. Imenoval je tudi kardinale za druge bazilike: Sv. Janeza in Marijo Snežno. Ob odprtju vatikanskih svetih vrat je bila navzoča Marija Kazimira, kraljica-vdova velikega poljskega kralja Jana Sobieskega, ki se je izredno odlikovala po svoji pobožnosti ves čas svetega leta z obiskovanjem verskih obredov v baziliki sv. Petra, zlasti tistih v velikem tednu, skupaj s sinovoma, knezoma Aleksandrom in Konstantinom. Inocenc XII. je (zaradi bolezni) moral ostati v postelji, ter ni mogel izvajati pobožnosti skupaj z romarji, kot je bila navada. Na soboto pred Belo nedeljo je Inocenc XII. prešel iz Kvirinala v Vatikan, kjer je blagoslovil neizmerno množico; nato je 11. maja obiskal sosednjo baziliko in nato še nekatere druge. Cosima III., velikega vojvoda Toskane, ki je na binkoštni dan prispel v Rim na obisk svetih bazilik, je papež sprejel s posebno naklonjenostjo in spoštovanjem. Postavil ga je za izrednega vatikanskega kanonika, da je lahko od blizu počastil glavne relikvije, ki so v njej pohranjene, in se dotaknil najpomembnejših relikvij: svetega križa, svetega obraza in svete sulice. Predstavljeno je bilo tudi nekaj daril, med njimi tudi sedež svetega papeža Štefana I., ki so mu leta 260 v osmem preganjanju Cerkve odrezali glavo. Tega leta je Inocenc XII. odobril češčenje blaženega Avguština Dalmatinskega iz reda pridigarjev, ki je bil najprej zagrebški, nato lucerski škof. Ko se je pa papež vrnil na Kvirinal, je umrl v Gospodu. Bolezen, ki je papeža mučila, se je poslabšala v začetku septembra 1700 v starosti petinosemdesetih let in je bil pokopan v Vatikanu. Nekaj časa so se sveti volivci pogovarjali, da ne bo lahko Inocencu XII. kmalu dobiti vrednega naslednika. Toda kardinal Radulovich (rodom) iz Dubrovnika je s cerkveno svobodo svojim kolegom predočil potrebo, da zaradi smrti španskega kralja Karla Drugega in zaradi tolažbe, ki jo potrebujejo množice jubilejnih romarjev, z izvolitvijo ne smejo odlašati. Tako je bil že 23. novembra 1700 izvoljen za papeža kardinal Gianfrancesco Maria Albani d 'Urbino kljub starosti komaj petdesetih let in številnim sorodnikom. V spomin na praznik sv. papeža in mučenca Klemena I., čigar slovesnost je bila na ta dan, si je privzel ime Klemen XI. Goreč za večje dobro Cerkve, je po drugih ukrepih usmeril svojo pozornost k srečnemu napredku svetega leta. Najprej je zaradi narasle Tibere nadomestil obisk pri Svetem Pavlu z obiskom bazilike Santa Maria in Trastevere, kot je že bil določil Urban VIII.. Ukazal je torej, da naj bo pod Angelskim mostom vedno nekaj čolnov, ki naj bi pomagali tistim, ki bi po nesreči padli v Tibero. Klemen XI. je v začetku decembra obiskal štiri bazilike v spremstvu kardinalov Baberinija in Orsinija, ki je pozneje postal Benedikt XIII. in podelil odpustek vsem, ki ga bodo posnemali. Na tretjo adventno nedeljo je slovesno podelil papeški blagoslov in ga ozneje ponavljal vsako sredo in petek ob osemnajstih. Ko je napočila Četrta adventna nedelja, je objavil dve obvestili: eno je vsebovalo milosti in možnosti za pridobitev odpustkov v jubileju z enim samim obiskom pri Crocifisso di s. Marcello, za brate in sestre te bratovščine; drugo za romarje, ki bodo obiskali na praznik svetega apostola Tomaža Lateransko baziliko od prvih do drugih večernic. Ljudstvo je navalilo v ti cerkvi v toliki gneči, da so se morali spovedovati na javnih ulicah in se obhajali še po deseti uri zvečer v Lateranski baziliki. Na sveti večer je Klemen XI. zaprl sveta vrata vatikanske patriarhalne bazilike z navadnimi obredi; trije kardinali-legati pa so zaprli vrata pri drugih bazilikah. Po zgledu na svoje prednike je Klemen XI. Nato razširil jubilej do 25. februarja 1701 na ves katoliški svet z odlokom In supremo militantis Ecclesiæ. |

### Smrt
Inocenc je umrl 27. septembra 1700 v svetem letu, ki ga je sam začel – a ga je končal njegov naslednik; umrl je (tako največ virov) iz naravnih vzrokov – zaradi starosti.
Njegova smrt se je spremenila v splošno javno žalovanje.
Papež Inocenc XII. je umrl v starosti 85 let in je bil papež devet let, dva mesca in petnajst dni. Zdravil ga je zdravnik Luca Tozzi, kancler de numero participantium in nosilec prve medicinske katedre na Sapienzi.. Življenjsko spoved je papež opravil pri apostolskem pridigarju kapucinu Casiniju.

#### Prva uporabadrobnogledav patologiji
Uradno poročilo o odprtju njegovega telesa oziroma raztelešenju (avtopsiji, obdukciji), ki je bilo izvedeno na Kvirinalu 28. septembra 1700, je podano v rokopisu Vaticanus Latinus 8194 .
Papež pa ni umrl le od starosti. Če bi bila vzrok smrti samo starost, ne bi čutil hudih bolečin zadnji mesec življenja, kot omenja več virov - pa tudi že prej. Hude bolečine je čutil že na Sveti večer 1699, da kljub veliki pobožnosti in želji ni bil sposoben odpreti Svetih vrat pri Svetem Petru. Nato je med potekom jubilejnega leta skoraj ves čas preležal v postelji, pa tako po večini ni mogel sodelovati pri slovesnostih. Končno so se bolečine stopnjevale še zlasti zadnji mesec njegovega življenja..
Po mnenju nekaterih medicinskih strokovnjakov je umrl papež Inocenc XII. od protina.
Italijanskega zdravnika Malpighija (1628–1694) smatrajo med drugim za utemeljitelja drobnoglednega raztelesenja (mikroskopske avtopsije). 1691 ga je Inocenc XII. povabil za svojega osebnega zdravnika v Rim, kjer je mogel predavati mladim zdravnikom in uvajati uporabo drobnogleda med svojimi tovariši.
Po Malpighijevi smrti 1694 je postal novi papežev zdravnik in profesor medicine na rimski Sapienzi Tozzi (1638–1717), ki je kot predavatelj medicine na Sapienzi obogatil izkušnje svojega predhodnika. Tako je on uporabil drobnogled prvič tudi pri raztelešenju, in sicer na truplu Inocenca XII. Zadnje dni njegovega življenja - ko je občutil hude bolečine - so zdravniki že sumili na rak debelega črevesa. Kazali so se namreč znaki te bolezni, ki vključujejo krvavo stolico, spremembo v gibanju črevesja, izgubo teže in utrujenost.
Ob uporabi drobnogleda poleg običajne makroskopske ocene organov je Tozzi potrdil prisotnost raka debelega črevesa v zgodnji fazi, ter opisal nekatere nepravilnosti žlez v notranji plasti črevesja.
To poročilo, ki se zdaj nahaja v Vatikanski apostolski knjižnici, ima izjemno vrednost za zgodovino zdravstva, saj priča o uporabi drobnogleda pri raztelešenju (avtopsiji, obdukiciji) oziroma nekroskopiji (pregledu trupla brez rezanja organov) - in je bil tako predhodnik patologov 19. stoletja, kot sta Rokitansky in Virchow.
Poročilo o obdukciji papeža Inocenca XII. predstavlja torej temeljni korak v zgodovini znanstvenega razvoja (med drugim patologije), zato si zasluži večje priznanje ne samo zgodovinarjev, temveč tudi sodobnih zdravnikov in biomedicinskih raziskovalcev.

#### Zadnji papež z brado
Inocenc je zadnji papež, ki še ima okrasno brado. Vsi naslednji papeži pa so si brado redno brili.
Kljub temu, da je v svetem pismu brada vredna spoštovanja, je v novem veku nastalo prepričanje, da je (zanemarjena) brada znamenje grešnosti in da jo je treba zato briti. Glavni razlog pa je bogoslužje: poraščenost zgornje ustnice ne sme ovirati duhovnika pri pitju iz keliha. Britje je pravzaprav prišlo v navado šele v 17. in 18. stoletju, zlasti pod vplivom francoskega dvora; tako ga je car Peter uvajal nasilno tudi v Rusiji. Z rezanjem brad je prizanesel samo duhovščini: vsi ostali so se morali briti; bradači pa so morali plačevati posebno dajatev. V nekaterih redovih (recimo pri kapucinih in kartuzijanih) pa je poraščena brada predpisana v njihovih redovnih pravilih kot simbol pokore in vzdržnosti.

#### Pulcinella
Jubilejnega papeža je Paskvin »počastil« z nadevkom Pulcinella; verjetno zato, ker je bil Neapeljčan in morda zaradi dolgega nosu in živahnih oči, kot jih ima ta lutka oziroma komedijant. V resnici pa je od njega imel samo globoko žalost, ker se je moral bojevati proti starim protestantovsko-nacionalističnim herezijam, ki se jim je pridružil v Franciji še galikanizem.

### Spomenik Inocencu XII.
Pokopali so ga najprej po njegovi želji v skromen grob. Izpostavljen in pokopan je bil v patriarhalni Vatikanski baziliki v preprostem marmornatem sarkofagu, ki si ga je bil sam pripravil. 1746 je kardinal Petra dal okrasiti njegov grob.
V Vatikanski baziliki je 1746 izdelal zanj veličasten spomenik Filippo della Valle. Spomenik ima preprosto zasnovo: nad žaro stoji kip papeža, ob strani alegorični figuri dobrodelnosti in pravičnosti, na vrhu pa jo venčata angela, ki podpirati grb. Papež je upodobljen sede, s tiaro ("triregno") na glavi in blagoslavljajoč z desnico.
Lik "dobrodelnosti" lahko štejemo za mojstrovino v dolgi vrsti ženskih alegorij v baziliki. To je izid lirične in življenjske razlage materinske ljubezni ter iskrenega nežno oblikovanega izraznega učinka. Ta mati, ki je spečega otroka stisnila k prsim, v resnici izraža dobrodelno ravnanje papeža Inocenca XII., ki se je vztrajno trudil za reveže. Lik "pravičnosti" z mečem in tehtnico ter z ljubkim izrazom, spominja na skrbnost do revnih, ki jo je udejanjal papež v času svoje uprave, ko je v ta namen ustvaril zavetišče v "Montecitorio", kjer je danes sedež italijanskega parlamenta.
Ti žlahtni figuri počivata na podlagi iz starinskega zelenega marmorja in obdajata bogato okrašeno žaro s podstavkom iz redkih vrst sedmerih podstavkov: dva marmornata vstavka, ki skupaj z opisanima ustvarjata privlačno večbarvno razporeditev tega spomenika. "(Our Sunday Visitor)" 

### Obletnici

#### Tristoletnica smrti
Ob tristoletnici smrti, v svetem jubilejnem letu 2000, je papež Janez Pavel II. s posebnim pismom poudaril »močno duhovno, človeško in cerkveno osebnost« Inocenca XII., »čigar služenje Cerkvi in družbi 17. stoletja je bilo nenehno navdihnjeno z dobrimi načeli, pogumnimi reformama, občutljivostjo za najšibkejše družbene sloje in pastirsko preudarnostjo.« Papež ugotavlja, »da ima celotno človeško in duhovno življenje tega papeža presenetljivo sodobne poteze. Njegova duhovnost in zavzetost za reforme sta lahko močna spodbuda k nalogi nove evangelizacije«.
Jubilejno leto med svoje cilje vključuje obnovo enakosti in pravičnih družbenih razmer (prim. Tertio millennio adveniente št. 13). Ali niso sodobni primeri in nauki, ki jih je papež Inocenc XII. pustil v tej smeri? Potem sem bil zelo vesel, ko sem izvedel, da namerava vaša škofija pričevanju dobrodelnosti dati prednostno nalogo, tako da bo pozorno preučila potrebe regije, pomagala pri ustanavljanju lokalnih zadrug, oblikovala in podpirala mlade, ki želijo vstopiti v svet dela in poslovanja ter razširila obzorja na bolj splošni ravni s sodelovanjem v pobudah za narode Kosova, z okrepljenim pobratenjem z škofijo Avasa v Etiopiji in s spodbujanjem načrtov za odpis zunanjega dolga revnim državam.« Papež spodbuje k nadaljevanju te resnično evangeljske poti v duhu Inocenca XII., ki bo prenovila in okrepila cerkveno občestvo celotne škofije.

#### Štiristoletnica rojstva
Italijanskega kardinala Monterisija (* 1934) je imenoval papež Frančišek za papeževega posebnega odposlanca za zaprtje slovesnosti štiristoletnice rojstva Inocenca XII. v njegovem rojstnem kraju Spinazzoli blizu Barija v regiji Apulija v jugovzhodni Italiji. To dejanje je pospremil s posebnim latinskim pismom Ad instar Patris misericordis  ob sklepu Annum Inocentianum. Papež je poudaril Inocenčev pomen v svetopisemskem duhu: “Redime iniquitates tuas misericordiis pauperum” (Dn 4,24). »S pravičnostjo odpravi svoje grehe in z usmiljenjem do revnih svoje krivice!« Priletni nadškof pri Baziliki svetega Pavla zunaj obzidja je tako 13. marca 2016 vodil zaključne slovesnosti ob priliki Inocencijanskega leta.

### Vobčilih
Secretum (Monaldi & Sorti) 
Secretum ima naslov več književnih del: 
1. Med drugim je Secretum naslov poučnega osebnega dnevnika, ki ga je v 14. stoletju v latinščini napisal Petrarka in je prišel v javnost šele po njegovi smrti.
2. Secretum pa nosi naslov tudi zgodovinski roman, ki sta ga skupno v italijanščini napisala zakonca Rita Monaldi in Francesco Sorti v 21. stoletju, a obravnava dogodke iz leta 1700, v času potekanja svetega leta in smrti Inocenca XII..

Zgodba se dogaja v letu 1700, ko umira Inocenc XII.; po njegovi smrti je bil izvoljen za papeža Klemen XI.. Umirajoči je za življenja upal, da do španske nasledstvene vojne ne bo prišlo. Vendar je, in se ni končala ugodno niti za papeža, niti za Papeško državo niti za Cerkev. Zgodba se vrti okoli pomembne listine; zgodovina bi namreč potekala čisto drugače, če… kar je seveda v romanu, četudi je zgodovinski, kaj lahko rešiti z veliko znanja in seveda tudi domišljije.
Zgodbo sta ob drugi izdaji Secretuma pri založbi Baldini & Castoldi 2015 - predstavila sama zakonca Monaldi & Sorti.
Dogajanje poteka v Rimu leta 1700, ko se ulice tro svetoletnih romarjev; kardinal Spada tedaj praznuje nečakovo poroko v svoji vili. Med gosti je tudi Melani, slavni pevec in opat – obenem pa skrivni svetovalec in vohun Sončnega kralja, ki tam ni naključno. Tajni sporazum, s katerim bi Sončni kralj postavil svojega naslednika za vladarja Španije in zavaroval koristi Burbonov in Vatikana je ogrožen z vrsto nepričakovanih dogodkov. Opat Melani in njegov mladi pomočnik ponovno stopata na pozornico kot v romanu Imprimatur; odkrivata prividno stvarnost za pajčolanom olikane ljubeznivosti v nevarnem iskanju nekega nenavadnega predmeta.
Karel Španski je namreč umiral brez otrok, ne da bi zapustil dediče. Po splošnem mnenju zgodovinarjev je za dediča po papeževem nasvetu izbral Francijo. Zgodba pa pokaže čudne okoliščine te »svobodne« odločitve. V istem času umira tudi papež Inocenc XII., ki zaradi hude bolezni ne more nič več vplivati na dogajanje. Kardinali že prihajajo pričakujoč njegovo smrt in pogreb. Konklave je neizbežen in kardinali se že pripravljajo nanj in dogovarjajo o kandidatih za novega papeža. Zaradi potekanja svetoletnih jubilejnih slovesnosti ne morejo odlašati z izvolitvijo novega papeža. Načrti in spletke se odvijajo v vili Spada.
Potek dejanja kaže na to, da se pripavlja grozeče ozračje, ki bo prineslo špansko nasledstveno vojno.
V primeru oporoke španskega kralja Karla II. je zakoncema in pisateljema Monaldi & Sortisinila misel, da s to oporoko pravzaprav nekaj ne more biti v redu, pa sta se dala na pravo detektivsko gonjo in zapleteno podjetje. Zakaj?
Ko je Karel II. leta 1700 umrl brez dedičev, je bil vladar največjega kraljestva na svetu s kolonijami od Daljnega vzhoda do Amerike. Pred smrtjo je dal jasno vedeti, da si želi za dediča habsburškega nečaka, kar je potrjeno tudi v pismih. Oporoka pa nepričakovano ne določa za naslednika Habsburžana, ampak Anžuvinca. Zakonca sta dala iz arhiva Simanca - kjer je oporoka pohranjena - na skeniranje dragoceno listino v visoki ločljivosti in jo dala pregledati ločeno dvema grafologoma, ki nista vedela en za drugega; vendar sta oba ugotovila isto: da je podpis na oporoki ponarejen; kako je do tega prišlo, pa razlaga roman »Secretum« z obilico izvirnih pisnih pričevanj.
The Ring and the Book
Inocenc nastopa kot eden izmed pripovedovalcev tudi v dolgi pesnitvi oziroma poemi Roberta Browninga (1812–1889) The Ring and the Book (Prstan in knjiga, 1869), ki temelji na resnični zgodbi o papeževem posegu v zgodovinski proces glede umora leta, ki se je zgodil v Rimu v času njegovega papeževanja; papež je temu procesu predsedoval.
"Innocent by name and nature too" (“’Inocenc=Nedolžni’ po imenu in tudi po naravi”). Tako opisuje Robert Browning zadnjega papeža v 17. stoletju v tej svoji poemi "The Ring and the Book." V teh besedah Browning ne govori le kot pesnik, ampak tudi kot zgodovinar; saj je bil Inocenc XII. v resnici mož globoke pobožnosti. Če bi se kdaj začelo z njegovim svetniškim postopkom, se verjetno ne bi srečeval s tolikerimi težavami, kot spremljajo ta postopek že od začetka do danes pri Inocencu XI. ali pri Benedikt XIII., čigar postopek se je že kar trikrat ustavil in ne brez razloga.

### Ocena
- Zmeren, dobrohoten, pravičen – je bil Inocenc XII. eden najboljših papežev sodobnega časa.[19]
- Pobožen in dobrodelen, izredno preprost, zmeren v osebnih izdatkih in pri papeški mizi; komornik je smel porabiti za hrano dnevno le tri “pavle” [106] Lateransko palačo je odprl za dela nezmožne reveže; za zapuščene dečke je zgradil velikansko zavetišče Ospizio di San Michele a Ripa Grande, kjer jih je šolal in jim dal primerno delo. Postrožil je disciplino med redovniki in škofijskimi duhovniki (1698). Prepovedal je tradicionalno razkošno pustovanje. Vsa cerkvena sodišča je združil v Curia innocenziana v palači Montecitorio; danes tu zaseda Camera dei Deputati.

Inocenc XII. je nadalje spodbujal misijonsko delo po Ameriki in Aziji ter ga podpiral tudi denarno; sejam Propaganda fide je sam predsedoval. Mednarodne zaplete je reševal s pametno diplomacijo, npr. s Francijo. Zase je zahteval preprost spomenik – in so ga pokopali v preprosto trugo – vendar so mu 1746 zgradili veličastno grobnico v Baziliki sv. Petra.

#### Rastrum in porta
Malahijeva prerokba pravi o njem, da je Motika v vratih (latinsko Rastrum in porta; angleško Rake in the door). Nekateri viri povezujejo reklo s priimkom Inocenca XII., ki je "Pignatelli del Rastello"; rastello ali rastrello je italijansko ime za motiko. Rastellus, pomanjševalnica od rastrum, lahko pomeni tudi kovinsko mrežo, ki jo uporabljajo za zapiranje mestnih vrat ponoči, cataracta in portis urbium, kot pravi Du Cange v Glossarium mediae et infimae latinitatis Drugi menijo, da je geslo težavno povezati s tem papežem.

### Družinsko deblo
| Papež Inocenc XII. | oče: Francesco Pignatelli, marchese di Spinazzola | očetov dedek: Marzio Pignatelli, marchese di Spinazzola | očetov prapradedek: Fabrizio Pignatelli, marchese di Cerchiara             | očetov prapradedek: Giacomo Pignatelli, signore di Cerchiara          |
| Papež Inocenc XII. | oče: Francesco Pignatelli, marchese di Spinazzola | očetov dedek: Marzio Pignatelli, marchese di Spinazzola | očetov prapradedek: Fabrizio Pignatelli, marchese di Cerchiara             | očetova praprababica: Maria Cossa                                     |
| Papež Inocenc XII. | oče: Francesco Pignatelli, marchese di Spinazzola | očetov dedek: Marzio Pignatelli, marchese di Spinazzola | očetova prababica: Vittoria Cicinelli                                      | očetov prapradedek: Galeazzo Cicinelli, barone di Carpinone           |
| Papež Inocenc XII. | oče: Francesco Pignatelli, marchese di Spinazzola | očetov dedek: Marzio Pignatelli, marchese di Spinazzola | očetova prababica: Vittoria Cicinelli                                      | očetova praprababica: Ippolita Ferrillo                               |
| Papež Inocenc XII. | oče: Francesco Pignatelli, marchese di Spinazzola | očetova babica: Cornelia Filomarino                     | očetov pradedek: Giovanni Battista I Filomarino, conte della Rocca d'Aspro | očetov prapradedek: Tommaso II Filomarino, barone della Rocca d'Aspro |
| Papež Inocenc XII. | oče: Francesco Pignatelli, marchese di Spinazzola | očetova babica: Cornelia Filomarino                     | očetov pradedek: Giovanni Battista I Filomarino, conte della Rocca d'Aspro | očetova praprababica: Diana Caracciolo                                |
| Papež Inocenc XII. | oče: Francesco Pignatelli, marchese di Spinazzola | očetova babica: Cornelia Filomarino                     | očetova prababica: Violante Carafa                                         | očetov prapradedek: Tommaso Carafa, signore di Panno                  |
| Papež Inocenc XII. | oče: Francesco Pignatelli, marchese di Spinazzola | očetova babica: Cornelia Filomarino                     | očetova prababica: Violante Carafa                                         | očetova praprababica: Maria d'Eboli                                   |
| Papež Inocenc XII. | mati: Porzia Carafa d'Andria                      | materin dedek: Fabrizio Carafa, II duca d'Andria        | materin pradedek: Antonio Carafa, I duca d'Andria                          | materin prapradedek: Fabrizio Carafa, conte di Ruvo                   |
| Papež Inocenc XII. | mati: Porzia Carafa d'Andria                      | materin dedek: Fabrizio Carafa, II duca d'Andria        | materin pradedek: Antonio Carafa, I duca d'Andria                          | materina praprababica: Porzia Carafa                                  |
| Papež Inocenc XII. | mati: Porzia Carafa d'Andria                      | materin dedek: Fabrizio Carafa, II duca d'Andria        | materina babica: Andreana Carafa                                           | materin prapradedek: Andrea Carafa, signore di Pescolanciano          |
| Papež Inocenc XII. | mati: Porzia Carafa d'Andria                      | materin dedek: Fabrizio Carafa, II duca d'Andria        | materina babica: Andreana Carafa                                           | materina praprababica: Lucrezia Pignatelli                            |
| Papež Inocenc XII. | mati: Porzia Carafa d'Andria                      | materina babica: Maria Carafa                           | materin pradedek: Luigi Carafa, principe di Stigliano                      | materin prapradedek: Antonio Carafa, duca di Rocca Mondragone         |
| Papež Inocenc XII. | mati: Porzia Carafa d'Andria                      | materina babica: Maria Carafa                           | materin pradedek: Luigi Carafa, principe di Stigliano                      | materina praprababica: Ippolita di Capua                              |
| Papež Inocenc XII. | mati: Porzia Carafa d'Andria                      | materina babica: Maria Carafa                           | materina prababica: Lucrezia del Tufo                                      | materin prapradedek: Giovanni Girolamo del Tufo, marchese di Lavello  |
| Papež Inocenc XII. | mati: Porzia Carafa d'Andria                      | materina babica: Maria Carafa                           | materina prababica: Lucrezia del Tufo                                      | materina praprababica: Antonia Carafa, baronessa di Orta              |